# Careca (futsal)
Pour les articles homonymes, voir Careca (homonymie).
Fernando Lopes Pereira connu sous le nom de Careca, né le 4 mars 1989 à Jandira, est un joueur international brésilien de futsal évoluant au poste de gardien de but.

## Biographie
Fernando Careca, gardien de but de l'équipe de futsal de Corinthians, est retenu en équipe du Brésil de futsal pour deux matchs amicaux contre le Costa Rica, les 17 et 19 novembre 2017. Il dispute les deux matchs.
Fin 2017, Careca annonce rejoindre l'équipe d'Atlântico pour la saison 2018.

## Palmarès
Au cours de sa carrière en futsal, il accumule plusieurs titres, tels que : les jeux régional d'intérieur de Sāo Paulo (2009, 2011 et 2015); Metropolitano Paulista (2009 et 2010); Jeux ouverts du Brésil (2011 et 2015); Liga Paulista (2016) ; Ligue nationale (2016) et World University (2016).
En 2009, il est élu meilleur joueur dans les catégories majeures de la Fédération de Futsal de São Paulo. En 2017, il est le gardien de but le moins battu de la Ligue de futsal de São Paulo.

## Statistiques
| Saison                | Club                  | Championnat           | Championnat | Championnat | Coupe(s) nationale(s) | Coupe(s) nationale(s) | Compétition(s) continentale(s) | Compétition(s) continentale(s) | Compétition(s) continentale(s) | Total | Total |
| Saison                | Club                  | Division              | M.          | B.          | M.                    | B.                    | Comp.                          | M.                             | B.                             | M.    | B.    |
| 2016                  | Corinthians           | D1                    | 17          | -           | -                     | -                     | -                              | -                              | -                              | 17    | 0     |
| 2017                  | Corinthians           | D1                    | 17          | -           | 3                     | -                     | -                              | -                              | -                              | 20    | 0     |
| Sous-total            | Sous-total            | Sous-total            | 34          | 0           | 3                     | 0                     | -                              | 0                              | 0                              | 37    | 0     |
| 2018                  | Atlântico             | D1                    | 25          | -           | -                     | -                     | -                              | -                              | -                              | 25    | 0     |
| 2019                  | Atlântico             | D1                    | 15          | -           | 2                     | -                     | -                              | -                              | -                              | 17    | 0     |
| Sous-total            | Sous-total            | Sous-total            | 40          | 0           | 2                     | 0                     | -                              | 0                              | 0                              | 42    | 0     |
| 2019-0000             | MFC Atyrau            | D1                    | 9           | -           | -                     | -                     | -                              | -                              | -                              | 9     | 0     |
| 2020                  | Corinthians           | D1                    | 15          | 2           | 4                     | 1                     | -                              | -                              | -                              | 19    | 3     |
| 2021                  | Corinthians           | D1                    | 9           | -           | -                     | -                     | CL                             | 3                              | -                              | 12    | 0     |
| Sous-total            | Sous-total            | Sous-total            | 26          | 2           | 4                     | 1                     | -                              | 3                              | 0                              | 33    | 3     |
| 2021-2022             | ACCS AV 92            | D2                    | -           | -           | -                     | -                     | C1                             | 3                              | -                              | 3     | 0     |
| Total sur la carrière | Total sur la carrière | Total sur la carrière | 109         | 2           | 9                     | 1                     | -                              | 6                              | 0                              | 124   | 3     |